# Praia do Pontal
Praia do Pontal är en strand i Brasilien.   Den ligger i Recreio dos Bandeirantes i västra delen av Rio de Janeiro, i den sydöstra delen av landet.
Runt Praia do Pontal är det i huvudsak tätbebyggt.